# Выборы в Государственный совет Чувашской Республики (2016)
Выборы депутатов Государственного совета Чувашской Республики шестого созыва состоялись в Чувашии 18 сентября 2016 года в единый день голосования, одновременно с выборами в Государственную думу РФ. Выборы проходили по смешанной избирательной системе: из 44 депутатов 22 избирались по партийным спискам (пропорциональная система), остальные 22 — по одномандатным округам (мажоритарная система). Для попадания в госсовет по пропорциональной системе партиям необходимо преодолеть 5%-й барьер. Срок полномочий депутатов — пять лет.
На 1 июля 2016 года в республике было зарегистрировано 948 607 избирателей. Явка составила 59,23 %.

## Ключевые даты
- 9 июня ЦИК Чувашии утвердила календарный план мероприятий по подготовке и проведению выборов.[2]
- 16 июня Государственный совет Чувашской Республики назначил выборы на 18 сентября 2016 года (единый день голосования).[3]
- с 29 июня по 29 июля — период выдвижения списков и кандидатов.[2]
  - агитационный период начинается со дня выдвижения и заканчивается и прекращается за одни сутки до дня голосования.[2]
- с 19 по 29 июля — период представления документов для регистрации кандидатов и списков.[2]
- с 20 августа по 16 сентября — период агитации в СМИ.[2]
- 17 сентября — день тишины.[2]
- 18 сентября — день голосования.

## Участники

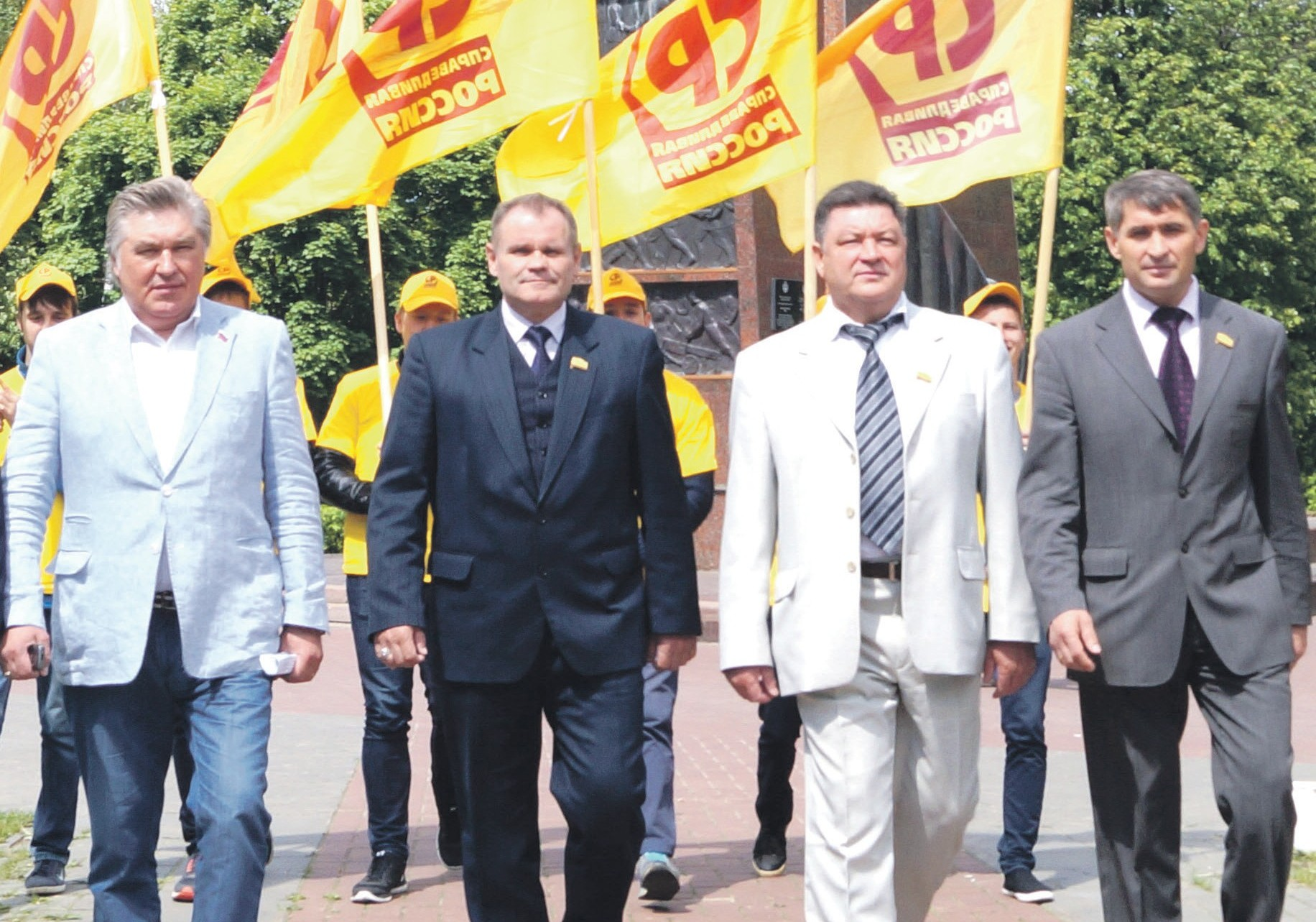
Кандидаты от партии «Справедливая Россия» на выборах в 2016 году: депутаты Госсовета Чувашии — Сергей Семёнов, Игорь Моляков, Виктор Ильин, Олег Николаев

6 партий получили право выдвинуть кандидатов и списки без сбора подписей избирателей:
- Единая Россия
- Коммунистическая партия Российской Федерации
- ЛДПР — Либерально-демократическая партия России
- Справедливая Россия
- Яблоко
- Коммунисты России

### Выборы по партийным спискам
По единому республиканскому округу партии выдвигают списки кандидатов. Для регистрации выдвигаемого списка партиям требуется собрать от 4772 до 5249 подписей избирателей (0,5 % от числа избирателей).
| 1 | ЛДПР — Либерально-демократическая партия России | Владимир Жириновский • Сергей Белобаев                | 22 | 46 | зарегистрирован                                                                 |
| 2 | Российская партия пенсионеров за справедливость | Николай Степанов • Владимир Палеев • Андрей Никитин   | 21 | 56 | зарегистрирован                                                                 |
| 3 | Единая Россия                                   | Михаил Игнатьев • Инна Исаева • Николай Николаев      | 22 | 68 | зарегистрирован                                                                 |
| 4 | Справедливая Россия                             | Олег Николаев • Игорь Моляков • Сергей Семёнов        | 22 | 48 | зарегистрирован                                                                 |
| 5 | Коммунистическая партия Российской Федерации    | Валентин Шурчанов • Юрий Шлепнев                      | 22 | 60 | зарегистрирован                                                                 |
| 6 | Патриоты России                                 | Владислав Солдатов • Валерий Павлов • Андрей Кулагин  | 14 | 31 | зарегистрирован                                                                 |
| 7 | Яблоко                                          | Владислав Аркадьев • Антон Сапрыкин                   | 14 | 30 | зарегистрирован                                                                 |
| — | Гражданская Платформа                           | Юрий Шакеев • Александр Голицын • Дмитрий Сорокин     | 11 | 25 | отказано в регистрации (представлено недостаточное количество подписей)         |
| — | Партия Роста                                    | Александр Капитонов • Олег Князькин • Михаил Горбатин | 15 | 38 | отказано в регистрации (не представлены документы, необходимые для регистрации) |
| *Региональная группа соответствует одномандатному округу и должна включать от 2 до 3 кандидатов. Групп может быть от 11 до 22. |                                                 |                                                       |    |    |                                                                                 |
| **Без учёта выбывших кандидатов. Общее число включённых в единый список кандидатов должно быть от 23 до 69 человек.            |                                                 |                                                       |    |    |                                                                                 |

### Выборы по округам
По 22 одномандатным округам кандидаты выдвигались как партиями, так и путём самовыдвижения. Кандидатам требовалось собрать 3 % подписей от числа избирателей соответствующего одномандатного округа.
Всего было зарегистрировано 120 кандидатов, из них 22 — от «Единой России», 22 — от ЛДПР, 21 — от «Справедливой России», 19 — от КПРФ, 17 — от партии «Яблоко», 1 — от Российской партии пенсионеров за справедливость, 1 — от «Патриотов России», 17 — самовыдвиженцы.
| №  | Округ         | Состав                                                              | Избирателей |
| -- | ------------- | ------------------------------------------------------------------- | ----------- |
| 1  | Алатырский    | город Алатырь, Алатырский район                                     | 42 230      |
| 2  | Батыревский   | Батыревский район, Шемуршинский район, частично Комсомольский район | 43 448      |
| 3  | Вурнарский    | Вурнарский район, Ибресинский район                                 | 41 034      |
| 4  | Комсомольский | Яльчикский район, частично Комсомольский район, Канашский район     | 45 827      |
| 5  | Канашский     | город Канаш, частично Канашский район                               | 46 841      |
| 6  | Урмарский     | Урмарский район, Козловский район, Янтиковский район                | 44 156      |
| 7  | Цивильский    | Цивильский район, Мариинско-Посадский район                         | 43 465      |
| 8  | Моргаушский   | Моргаушский район, Красноармейский район, частично Аликовский район | 45 310      |
| 9  | Ядринский     | Ядринский район, Красночетайский район, частично Аликовский район   | 43 522      |
| 10 | Шумерлинский  | город Шумерля, Порецкий район, Шумерлинский район                   | 44 777      |
| 11 | Чебоксарский  | Чебоксарский район                                                  | 45 200      |
| 12 | Заводской     | частично Калининский район города Чебоксары                         | 43 920      |
| 13 | Южный         | частично Калининский район города Чебоксары                         | 45 307      |
| 14 | Восточный     | частично Калининский район города Чебоксары, город Новочебоксарск   | 43 505      |
| 15 | Новоюжный     | частично Ленинский район города Чебоксары                           | 42 936      |
| 16 | Привокзальный | частично Ленинский район города Чебоксары                           | 40 323      |
| 17 | Центральный   | частично Ленинский, Московский районы города Чебоксары              | 39 963      |
| 18 | Западный      | частично Московский район города Чебоксары                          | 41 486      |
| 19 | Юго-Западный  | частично Московский район города Чебоксары                          | 41 059      |
| 20 | Приволжский   | частично Московский район города Чебоксары                          | 40 851      |
| 21 | Винокуровский | частично город Новочебоксарск                                       | 44 518      |
| 22 | Юраковский    | частично город Новочебоксарск                                       | 44 534      |

## Результаты

Результаты выборов по единому округу.

Результаты выборов по одномандатным округам.
Единая Россия

| Место                      | Место                      | Партия                                          | по республиканским спискам | по республиканским спискам | по республиканским спискам | по одно- мандатным округам | всего         | всего   |
| Место                      | Место                      | Партия                                          | Голоса                     | %                          | Получено мест              | Получено мест              | Получено мест | %       |
| -------------------------- | -------------------------- | ----------------------------------------------- | -------------------------- | -------------------------- | -------------------------- | -------------------------- | ------------- | ------- |
|                            | 1.                         | «Единая Россия»                                 | 281 507                    | 50,70 %                    | 14                         | 22                         | 36            | 81,82 % |
|                            | 2.                         | КПРФ                                            | 80 304                     | 14,46 %                    | 3                          | 0                          | 3             | 6,82 %  |
|                            | 3.                         | ЛДПР                                            | 71 300                     | 12,84 %                    | 3                          | 0                          | 3             | 6,82 %  |
|                            | 4.                         | «Справедливая Россия»                           | 69 906                     | 12,59 %                    | 2                          | 0                          | 2             | 4,55 %  |
|                            |                            |                                                 |                            |                            |                            |                            |               |         |
|                            | 5.                         | Российская партия пенсионеров за справедливость | 18 107                     | 3,26 %                     | 0                          | 0                          | 0             | 0 %     |
|                            | 6.                         | «Яблоко»                                        | 7300                       | 1,31 %                     | 0                          | 0                          | 0             | 0 %     |
|                            | 7.                         | «Патриоты России»                               | 5990                       | 1,08 %                     | 0                          | 0                          | 0             | 0 %     |
|                            |                            | Самовыдвижение                                  | —                          | —                          | —                          | 0                          | 0             | 0 %     |
| Недействительные бюллетени | Недействительные бюллетени | Недействительные бюллетени                      | 20 834                     | 3,75 %                     |                            |                            |               |         |
| Всего                      | Всего                      | Всего                                           | 555 248                    | 100 %                      | 22                         | 22                         | 44            | 100 %   |